# Ponte Leccia
Ponte Leccia (in corso Ponte Leccia, in francese Ponte-Leccia) è una località della Corsica nord occidentale nel dipartimento della Corsica settentrionale. È situato sulla RN 197 nell'interno della Corsica nel comune di Morosaglia. Si trova a 198 m d'altezza presso la confluenza dell'Asco nel Golo. La popolazione è di 1 100 abitanti.

## Distanze
- Bastia 45 km
- Aiaccio 100 km
- Calvi 60 km

## Infrastrutture e trasporti
Ponte Leccia è dotata di una stazione ferroviaria posta sulla linea a scartamento metrico Bastia – Ajaccio dalla quale si dirama la linea per la costa della Balagne.